# Bentley Mark VI
Der Bentley Mark VI ist ein Pkw-Modell der Bentley Motors. Die viertürige Oberklasse-Limousine war das erste Nachkriegsmodell des Herstellers und auch das erste, das ab Werk mit Werkskarosserie als komplettes Fahrzeug ausgeliefert wurde.
Der Mark VI basierte technisch auf dem im gleichen Jahr eingeführten Rolls-Royce Silver Wraith, er unterschied sich von diesem vor allem durch kürzeren Radstand und einen modifizierten Motor sowie die neue Werkskarosserie („Standard Steel“). Drei Jahre später wurde auf Basis des Mark VI der Konzernbruder Silver Dawn vorgestellt, der ebenfalls mit der Standard-Steel-Karosserie ausgestattet war, jedoch einen vergrößerten Kofferraum hatte. 1952 wurde dieser verlängerte Kofferraum auch für den Nachfolger des Mark VI, den R-Type, übernommen.
Das Fahrzeug wurde anfangs mit einem als „4 1⁄4-litre“ bezeichneten Reihensechszylindermotor mit 4357 cm³ angeboten. Ab 1951 wurde außerdem ein auf 4566 cm³ Hubraum erweiterter „4 1⁄2-litre“-Motor angeboten. Diese beiden Versionen sind auch als small bore (kleine Zylinderbohrung) resp. big bore (große Bohrung) bekannt; letztere wurde auch das Standard-Triebwerk des R-Type.

## Karosserieaufbauten (Auswahl)

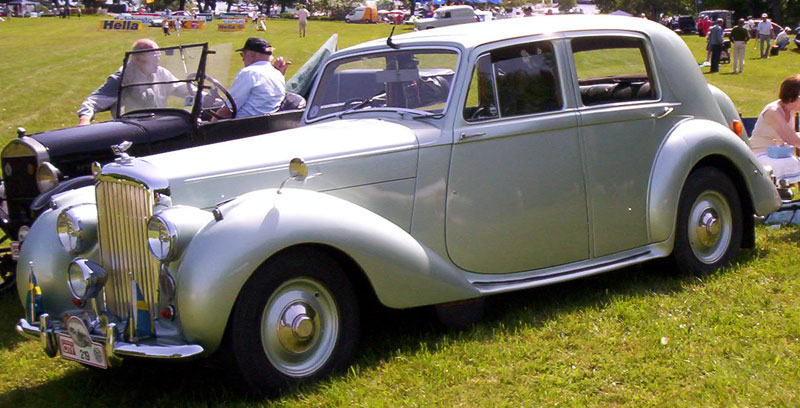
Standard Steel sports saloon (Werkskarosserie) 1948
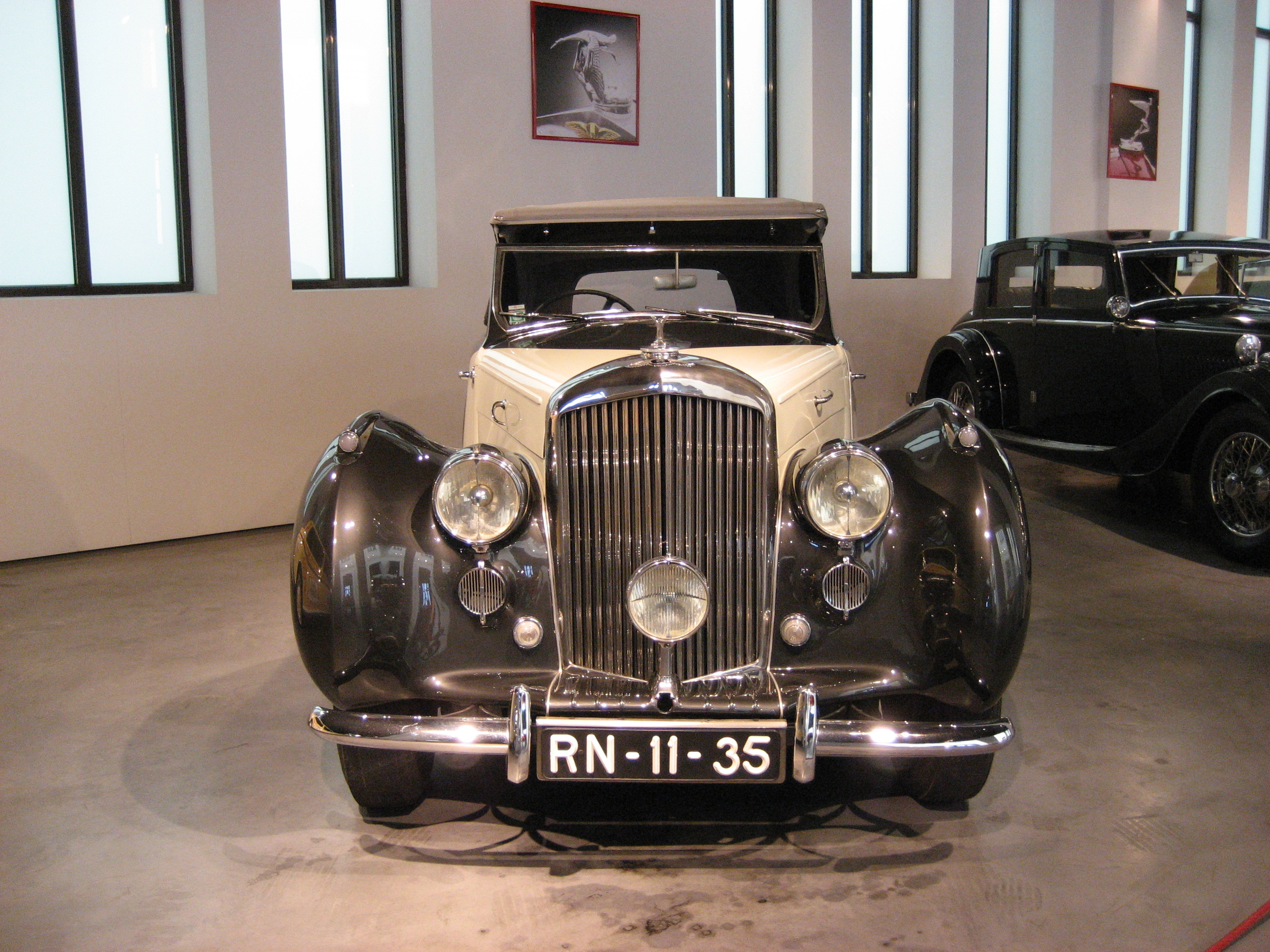
Mark VI mit Aufbau von Duncan Industries 1948
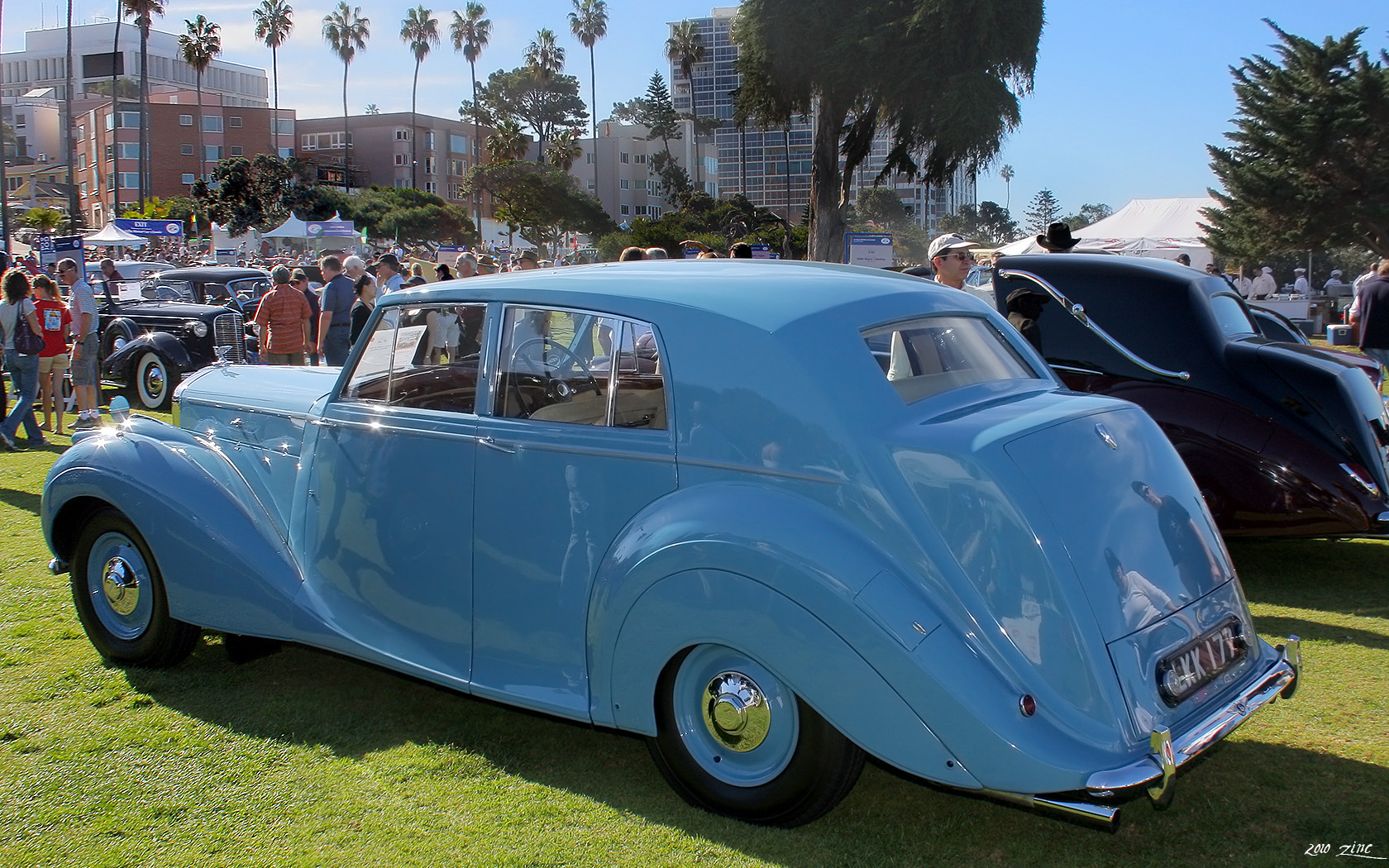
James Young sports saloon 1948
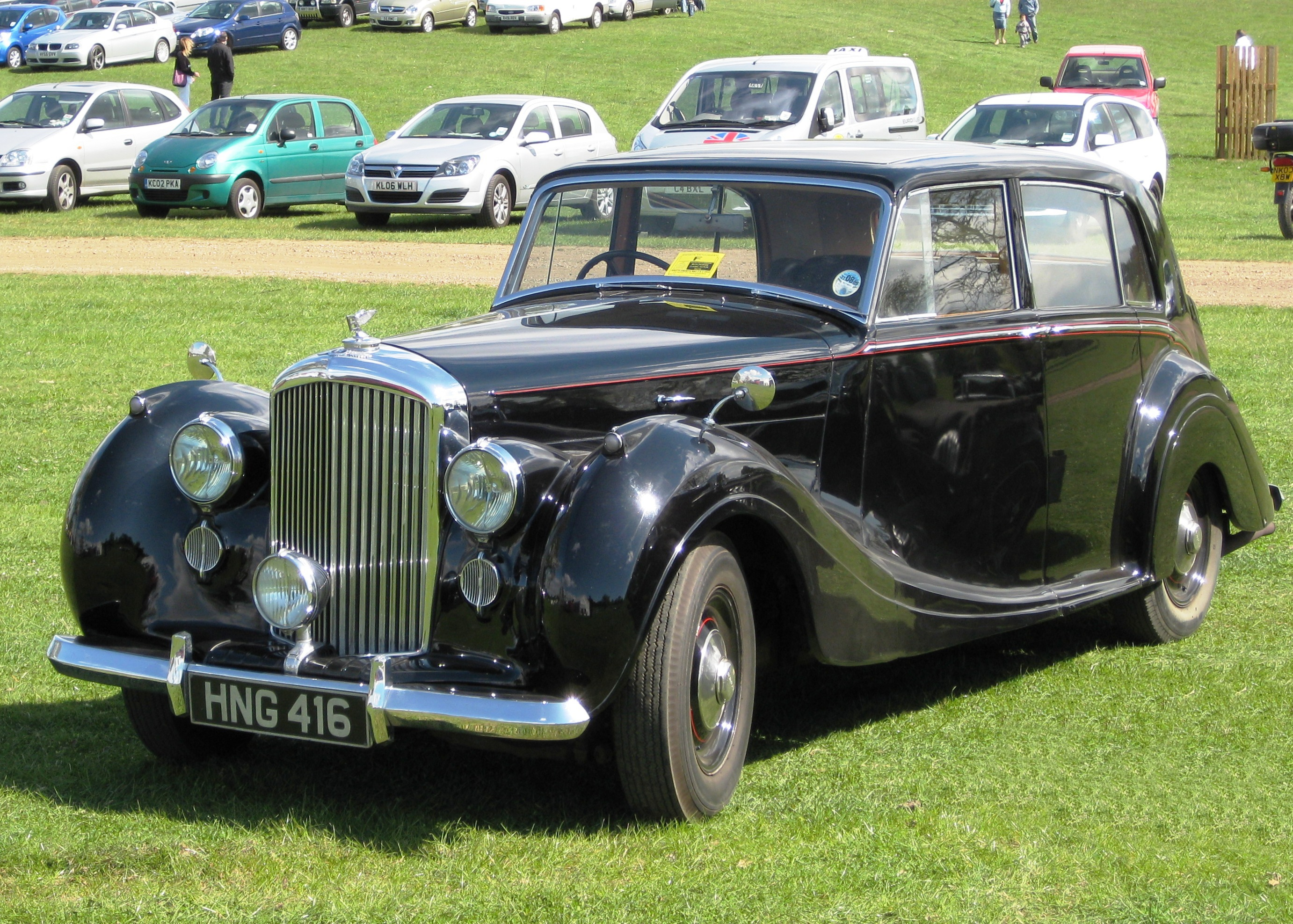
H. J. Mulliner & Co. sports saloon 1948
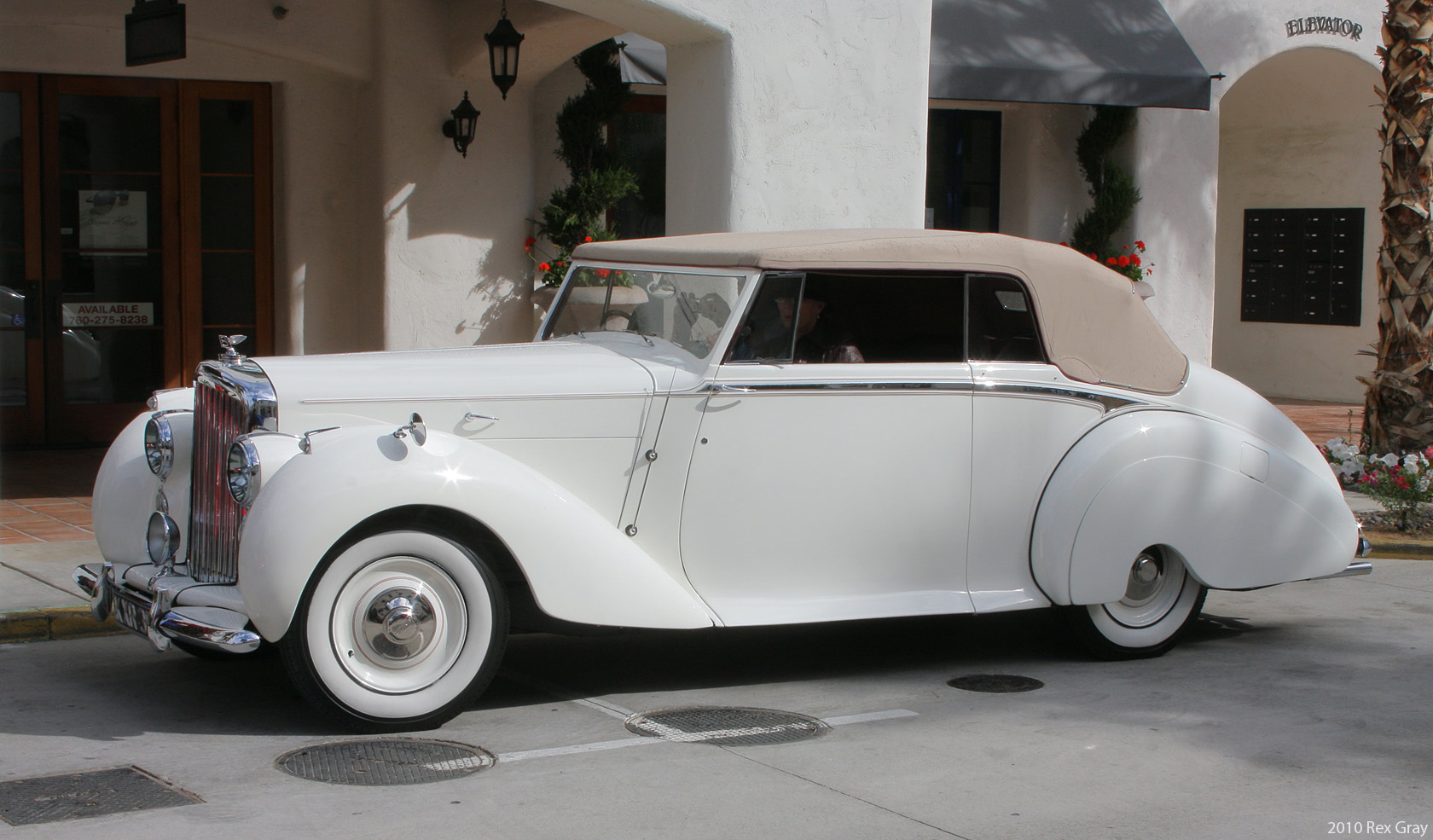
Park Ward drophead coupé 1949
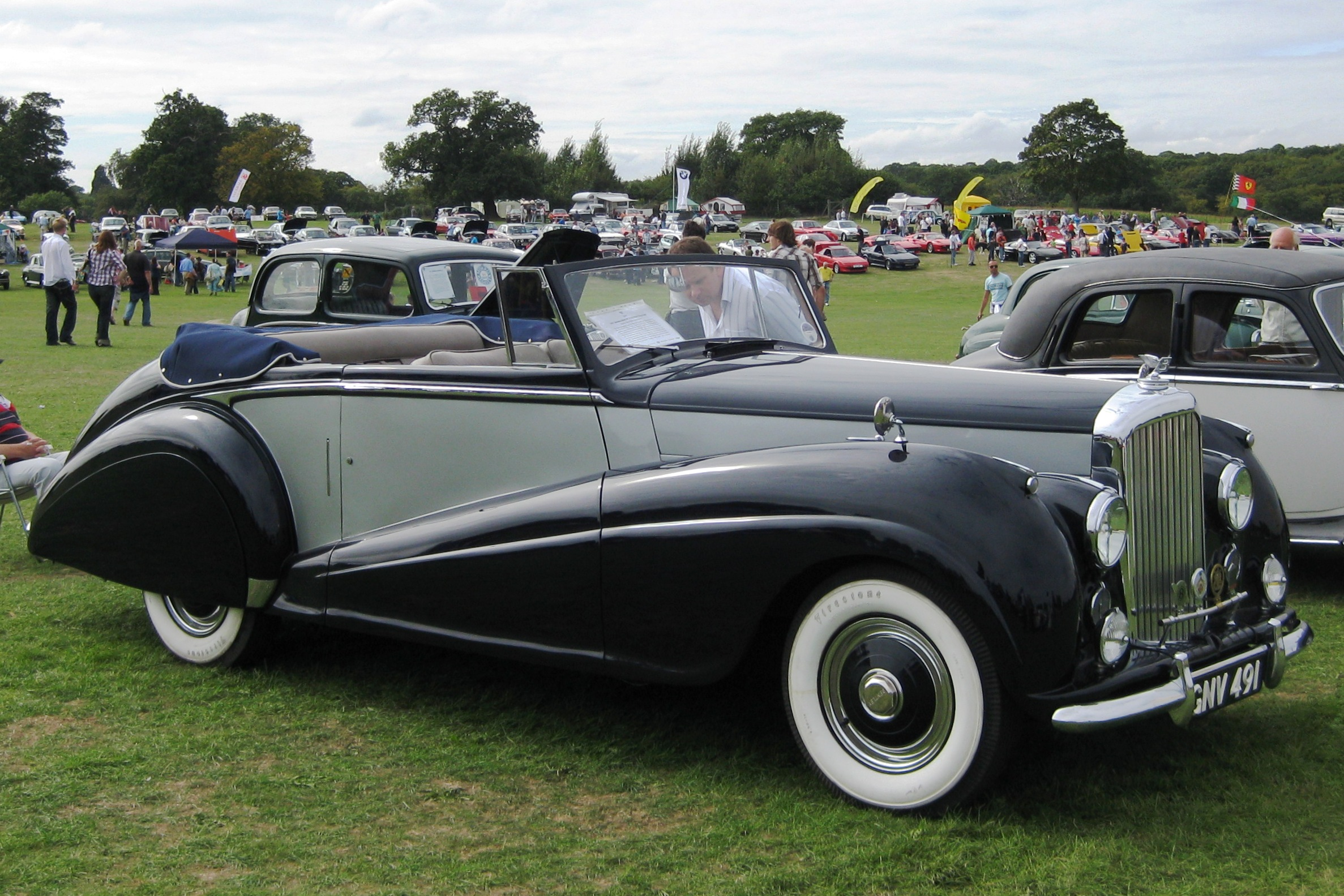
Park Ward drophead coupé 1951
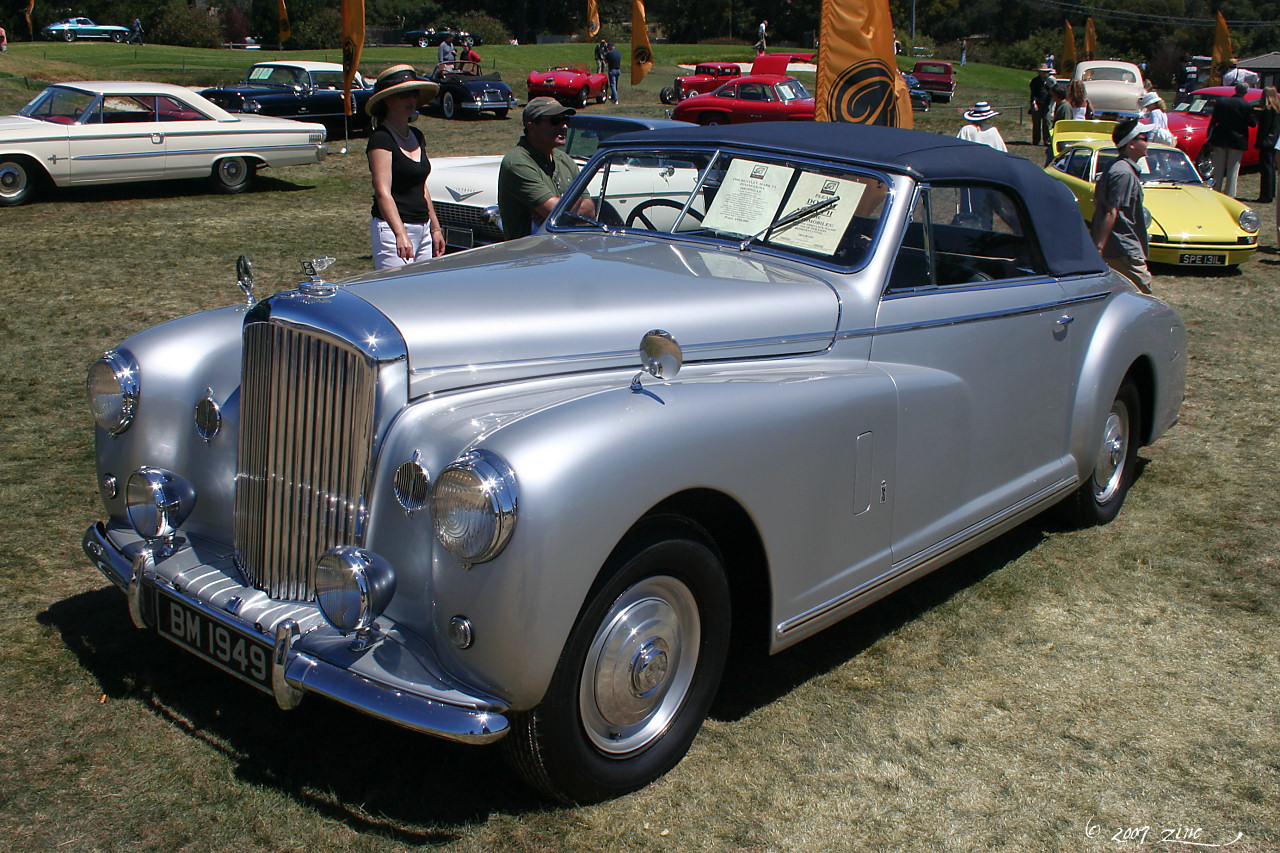
Stabilimenti Farina drophead coupé 1949
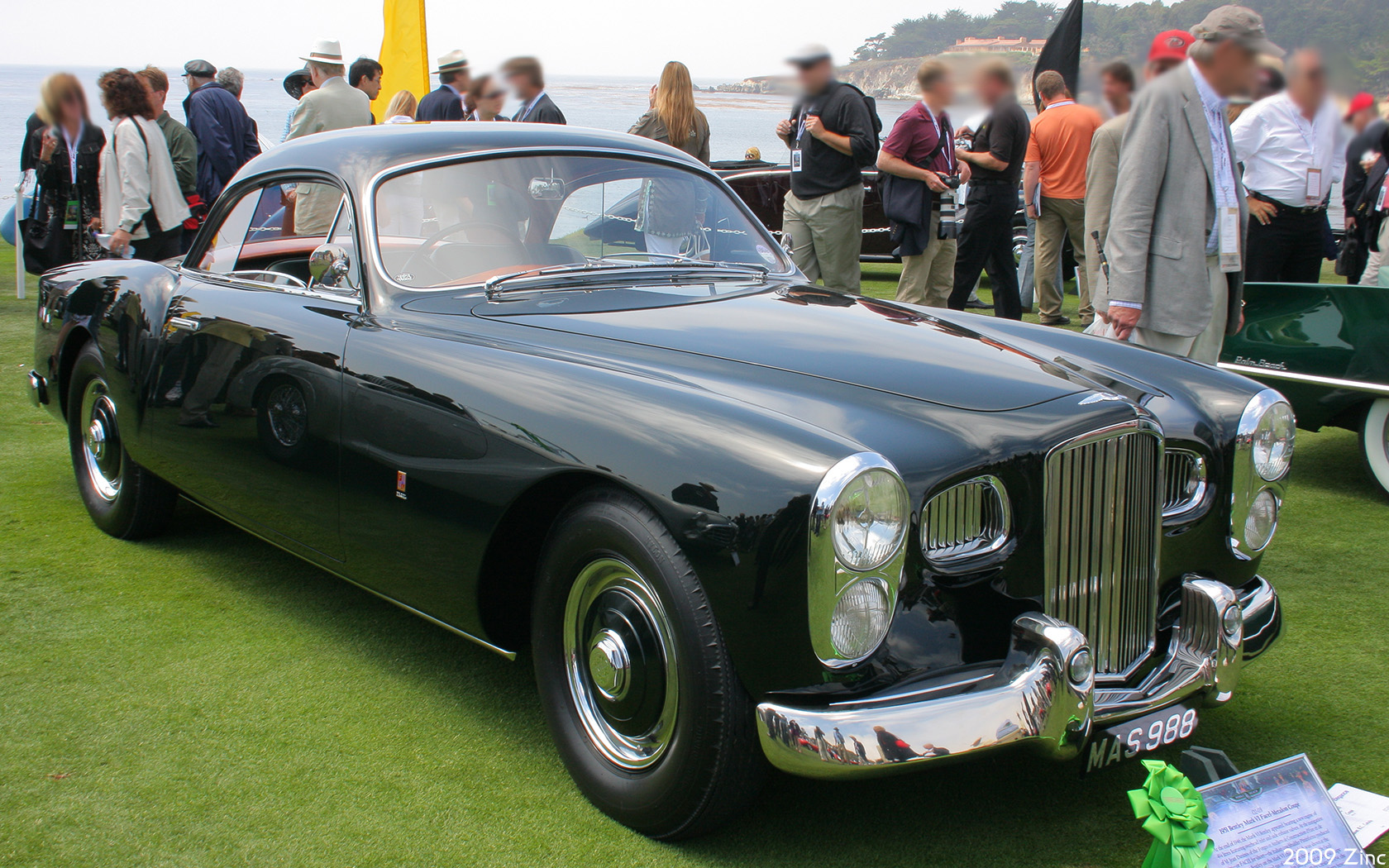
Facel-Métallon Cresta II Coupé 1951 von Jean Daninos.